# Відкритий чемпіонат США з тенісу 1977
Відкритий чемпіонат США з тенісу 1977 проходив з 29 серпня по 11 вересня 1977 року на відкртих ґрунтових кортах Форрест-Гіллс району Нью-Йорка Квінз. Це був четвертий турнір Великого шолома календарного року.

## Огляд подій та досягнень
Відкритий чемпіонат США проходив на кортах Форрест-Гіллс востаннє. 3 1975 року по 1977-ий матчі відбувалися на ґрунтовому покритті, тоді як раніше — на традиційній траві, а з наступного, 1978 року, на твердому покритті. 
Для переможця чоловічого турніру Гільєрмо Віласа це був перший і єдиний тріумф у США, а загалом другий виграш у турнірах Великого шолома. 
У жінок утретє поспіль перемогла Кріс Еверт й довела загальне число своїх перемог у мейджорах до семи.

## Результати фінальних матчів

### Дорослі
| Одиночний розряд. Чоловіки Детальніше |                                  |                         |
| Гільєрмо Вілас                        | Джиммі Коннорс                   | 2–6, 6–3, 7–6(7-4), 6–0 |
|                                       |                                  |                         |
| Одиночний розряд. Жінки Детальніше    |                                  |                         |
| Кріс Еверт                            | Венді Тернбулл                   | 7–6, 6–2                |
|                                       |                                  |                         |
| Парний розряд. Чоловіки Детальніше    |                                  |                         |
| Боб Г'юїтт Фрю Макміллан              | Браян Готтфрід Рауль Рамірес     | 6-4, 6-0                |
|                                       |                                  |                         |
| Парний розряд. Жінки Детальніше       |                                  |                         |
| Мартіна Навратілова Бетті Стеве       | Рене Річардс Бетті-Енн Стюарт    | 6–1, 7–6                |
|                                       |                                  |                         |
| Мікст Детальніше                      |                                  |                         |
| Бетті Стеве Фрю Макміллан             | Біллі Джин Кінг Вітас Ґерулайтіс | 6–2, 3–6, 6–3           |
|                                       |                                  |                         |

### Юніори
| Одиночний розряд. Хлопці  |                 |               |
| Вен Вінітскі              | Еліот Телчер    | 6–4, 6–4      |
|                           |                 |               |
| Одиночний розряд. Дівчата |                 |               |
| Клаудія Касаб'янка        | Лея Антонополіс | 6–3, 2–6, 6–2 |